# Escuela de Educación Infantil y Primaria Lluís Vives (Castelldefels)
El Centro de Educación Infantil y Primaria en Castelldefels, que más tarde se llamaría Escuela de Educación Infantil y Primaria Lluís Vives de Castelldefels, es un edificio proyectado por la arquitecta catalana Carmen Pinós en 2003 y que se finalizó en el año 2006.
La obra fue encargada por la Generalidad de Cataluña por concurso en 2003, a la arquitecta Carme Pinós Desplat contó con la colaboración de los arquitectos: Juan Antonio Andreu,  Matteo Caravatti, David Sebastián, Philip Hotzius, Samuel Arriola y Agustín Pérez Torres.  Para la estructura del proyecto se contó con Brufau, mientras que las instalaciones quedaron en manos de  RC Enginyers. Las mediciones y presupuestos los llevó a cabo CBA Josep Camps. La obra se terminó en  2006 y se utilizó una superficie 4.288 m², de los que se construyeron 3.496 m² . El presupuesto de la  licitación fue de  3.796.100 € , mientras que al final el coste total fue de 4.121.623 €. La constructora que realizó la obra fue COPCISA.
Se construyó en un solar que presentaba, para el equipo de arquitectos responsables del proyecto, entre ellos Carme Pinós, dos problemas importantes: la exposición de las vistas frente a las viviendas cercanas a un lado del solar; y el ruido del tren que pasa por las vías del lado opuesto.
Esto se solucionó evitando la conexión visual desde el interior de las aulas con las viviendas, con esta solución se conseguía al tiempo separar también el área de juegos, que se desarrolla entre los brazos del edificio de aulas y las vías del tren de cercanías.
El edificio se desarrolla en dos brazos que parece envuelven la zona central de recreo y presenta diversas plantas. En la planta baja se distribuyen libremente las zonas de uso más público, con fachada de vidrio transparente en ambos lados, cosa que da una visión del espacio que está en medio del jardín, en el que se disponen el área de juegos y el patio de entrada al centro.
Por su parte en la alta se distribuyen todas las aulas que el centro necesita, que se presentan unidas por corredores periféricos, que miran hacia el interior del solar, al patio, mientras que su fachada más cerrada y protegida acústicamente de los ruidos del ferrocarril, es la más exterior.
La segregación de usos por plantas queda clara en la composición de las fachadas que se sitúan en paralelo a la calle, y en las cuales se produce un ligero retranqueo de la planta baja dando lugar a una especie de zócalo que sirve de apoyo para las plantas superiores.
Por su parte la fachada paralela a las vías del tren es continuación de la cubierta, y está inclinada y revestida con el mismo material de chapa metálica.
Por su parte, el pasillo de acceso a las aulas queda iluminado  de forma natural por grandes ventanales.
Para conseguir la mayor protección acústica el equipo responsable del proyecto contó con el asesoramiento del ingeniero acústico Higini Arau, trabajando con la estructura y los cerramientos para que el ruido no se transmitiera al interior del edificio.
Por su parte internamente la fachada es un revoco blanco. La volumetría se fracciona y se levanta únicamente una planta, dando al patio una sensación de una vivienda.